# Sive Pekezela
Sive Pekezela, född 3 april 1992 i Kapstaden, är en sydafrikansk fotbollsspelare (mittfältare). 
Pekezela spelade ungdomsfotboll för Rovers United, Vasco da Gama, FC Cape Town och ASD Cape Town. Han fick sitt första kontrakt med ASD Cape Town i mitten av 2009. Under en turné i Belgien där hans lag spelade mot Mechelen imponerade han på scouterna och 2011 skrev han på för belgiska KFC Germinal Beerschot. På grund av ekonomiska svårigheter inom klubben fick han återvända till Sydafrika efter endast en säsong.
Under hösten 2012 kom han till Sverige där han provspelade för GIF Sundsvall, Enköpings SK och Gefle IF. Han imponerade på Gefles tränare, Pelle Olsson, som i början av januari 2013 valde att kontraktera sydafrikanen. Efter säsongen 2014 meddelade Gefle IF att de gått skilda vägar med Pekezela.
I januari 2016 skrev han på ett halvårskontrakt med Cape Town All Stars.